# حسين المرهون
حسين عماد المرهون لاعب كرة قدم سعودي، يلعب كحارس مرمى في نادي الصفا.